# Octan propylu
Octan propylu, CH
3COOCH
2CH
2CH
3 – organiczny związek chemiczny, ester kwasu octowego i propanolu. Ma przyjemny owocowy zapach i smak przypominający gruszki. Stosowany jest jako rozpuszczalnik, mniej lotny niż octan etylu i umożliwiający rozpuszczanie mniej polarnych żywic. Próg wyczuwalności w powietrzu przez człowieka wynosi 20 ppm.
Otrzymywany jest przez bezpośrednią estryfikację propanolu kwasem octowym w obecności mocnego kwasu jako katalizatora:
CH
3COOH + PrOH ⇄ CH
3COOPr + H
2O
Można go też otrzymać poprzez transestryfikację octanu etylu lub octan metylu katalizowaną przez silny kationit, np.:
CH
3COOMe + PrOH → CH
3COOPr + MeOH↑